# Batalla de Changban

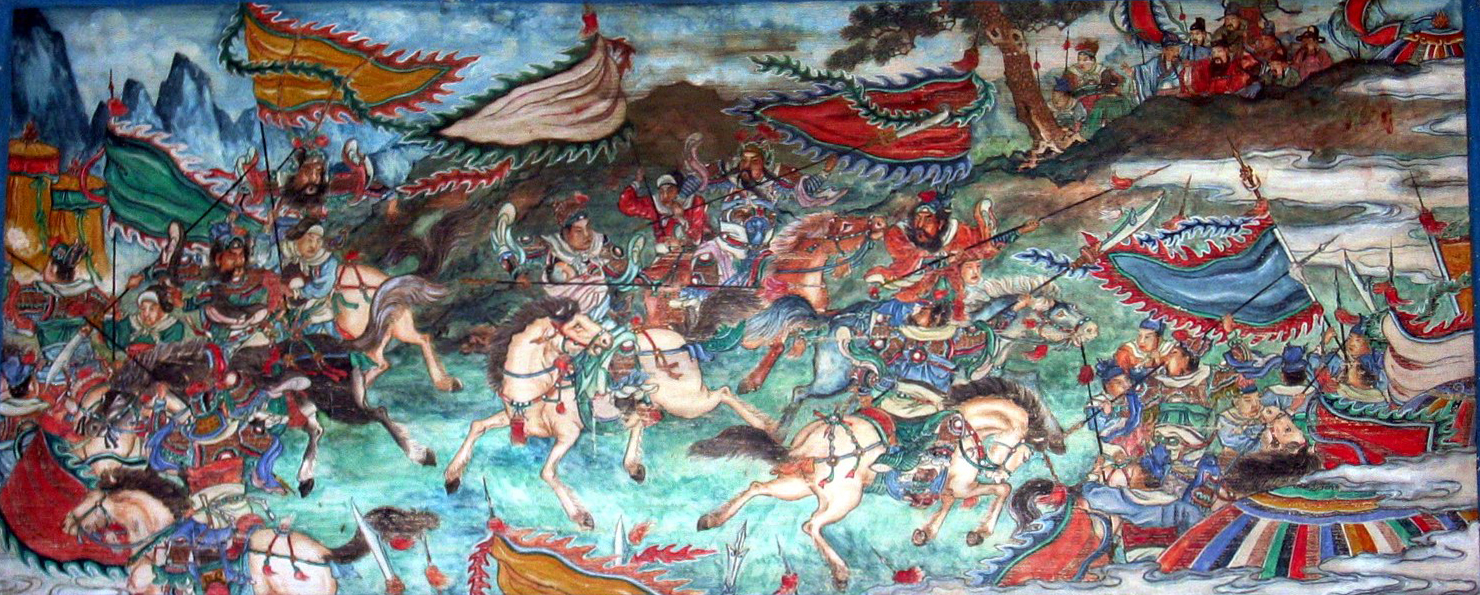
Un mural describiendo "la lucha de Zhao Yun en Changban" dentro del Pasillo Largo en las tierras del Palacio de Verano en Beijing, China. El jinete de blanco es Zhao Yun.

La batalla de Changban fue un conflicto bélico entre los señores de la guerra Liu Bei y Cao Cao durante el 208. Liu Bei consiguió escapar de la persecución de Cao Cao y se unió a Sun Quan durante la batalla de los Acantilados Rojos derrotando a Cao Cao y forzándolo a retirarse al norte.

## Antecedentes
Hacia el 200 Cao Cao había derrotado a todos sus rivales en el norte de China y tenía un control indiscutible sobre la región. Habiendo derrotado a los señores de la guerra Lu Bu en el 198, Liu Bei en el 199 y a Yuan Shao en el 200, desvió su atención al sur. En el sur las provincias de Yang y Jing eran controladas por los señores de la guerra Liu Biao en Jing y Sun Quan en Yang. A Sun Quan y Cao Cao los dividía el río Yangtze por lo que Cao Cao se dirigió hacia Jing.
Liu Biao murió en el 208 y fue sucedido por su hijo más joven Liu Cong, quién rindió la Provincia Jing a Cao Cao cuándo Cao lanzó su campaña para atacar los señores de la guerra en el sur de China.

## La batalla
Liu Bei y un total de 20.000 de su ejército, junto con miles de campesinos desconcertados por el cambio de liderazgo, se dirigieron al sur hacia Xiakou (夏口), el cual estaba protegido por el hijo mayor de Liu Biao, Liu Qi, y era independiente del control de Cao Cao.
Cao Cao envió 5,000 jinetes de élite para perseguir a Liu Bei y lo alcanzaron en Changban (長阪), Dangyang (當陽), resultando en la Batalla de Changban. Liu Bei fue derrotado, abandonó a su familia y huyó. Zhao Yun llevó a Liu Shan, el joven hijo de Liu Bei y protegió a la mujer de Liu Bei, señora Gan (madre de Liu Shan) durante la batalla y finalmente los llevó hasta lugar seguro. Fue ascendido a "General del Estándar" (牙門將軍) por sus esfuerzos.
Antes de eso, después de su derrota en Changban, le dijeron a Liu Bei que Zhao Yun le había traicionado y se dirigía al norte para unirse a Cao Cao. Rechazó creérselo, así que tiró un corto ji  al suelo y dijo, "Zilong nunca me abandonará." Tenía razón, porque Zhao Yun regresó con el poco tiempo después.